# Helebarda
Helebarda (nekada nazivana i alabarda ili oštroper) hladno oružje napravljeno od motke, metalnog šiljka, te sjekire koja je s druge strane imala trorog ili kuku. Osnova helebarde je sjekira koja se nalazila na vrhu koplja dužine oko 2 metra. Oštrica sjekire je izbalansirana pomoću kuke koja je bila povezana sa suprotne strane, što je helebardi davalo tri različite vrste napada (upotrebe).
Glavna upotreba helebarde je bila borba protiv konjanika. Protiv prvobitnog naleta konjanika korišteno je koplje koje je bilo dugačko oko 2 metra, nakon udara konjice koristila se kuka koja je služila da se jahač zbaci s konja i konačno se pomoću oštre sjekire, koja je s lakoćom probijala sve vrste oklopa, moćnim zamahom mogao dovršiti zbačeni protivnik. Helebarda se koristila isključivo u formacijskim borbama. Vojnik koji bi zamahnuo helebardom bio bi veoma ranjiv, te je ovisio od suboraca oko sebe.
Danas se helebarde iz ceremonijalnih razloga koriste kao oružje papine Švicarske garde u Vatikanu.

## Povezani članak
- Popis srednjovjekovnog oružja